# Revista Goool
A Revista Goool é uma revista esportiva brasileira com sede em Porto Alegre, capital do Rio Grande do Sul. Sua primeira edição foi lançada em maio de 1983.
Esta revista obtém destaque por cobrir o futebol gaúcho, principalmente a dupla Grenal e suas conquistas. Fez edições especiais referentes aos centenários de Grêmio e Internacional, além de acompanhar o Campeonato Gaúcho, lançando revistas sobre o torneio.